# Zamek śrubowy

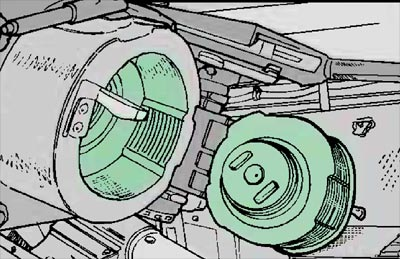
Schemat śruby zamka haubicy M109; wyraźnie widoczny niepełny gwint trzonu zamka

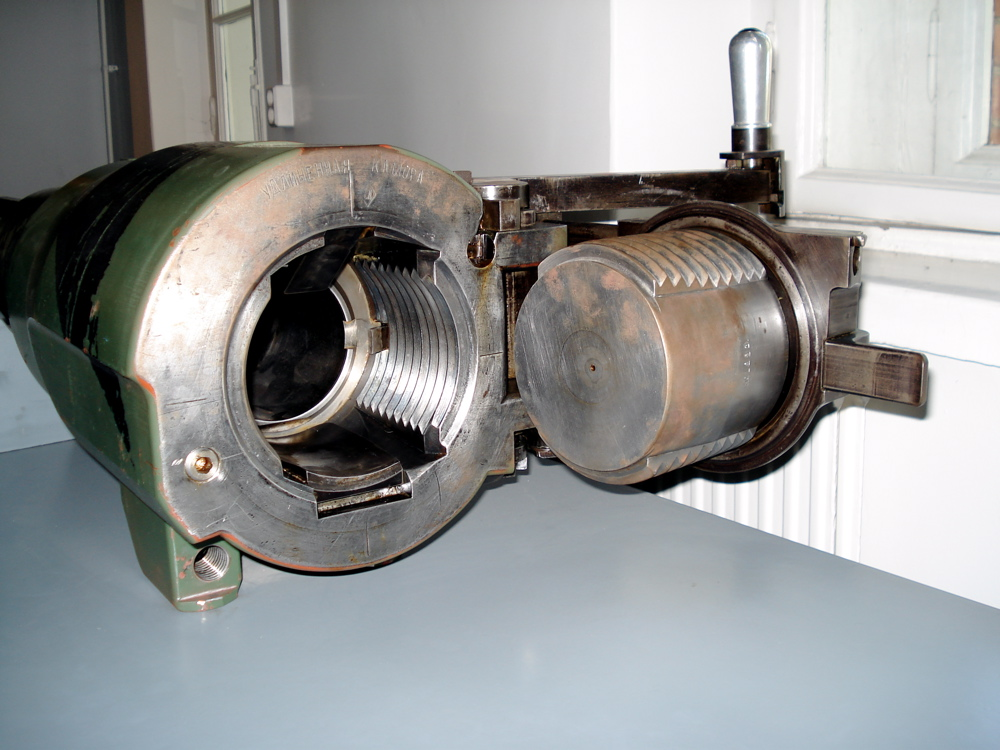
Zamek rosyjskiej 122 mm haubicy wz. 1910 dostosowany do lufy 105 mm haubicy H37

Zamek śrubowy - typ zamka do broni palnej, najczęściej wykorzystywany w artylerii dużego kalibru i pierwszy efektywny zamek działa odtylcowego.
Podstawowym problemem broni odtylcowej jest ucieczka gazów prochowych przez nieszczelności w komorze zamkowej, co obniża ciśnienie w lufie (obniżając prędkość, a co za tym idzie energię pocisku) i jest niebezpieczne dla załogi działa. W wersji skrajnej cały zamek może zostać wyrzucony do tyłu. Zamek śrubowy zapewnia odpowiednią wytrzymałość połączenia lufa-zamek przez "przykręcenie" jednego elementu do drugiego.
Zamek składa się ze śruby, która wsuwa się do odpowiednio nagwintowanej lufy (obecnie nasady zamkowej); obrót śruby powoduje docisk pasujących do siebie gwintów i zamknięcie zamka. Zamek otwiera się obracając śrubę w przeciwnym kierunku, "rozkręcając" mechanizm. Śruba zamka zawiera mechanizm zapłonowy.
Pierwszym skutecznym mechanizmem tego typu był zamek Martina von Wahrendorffa, opatentowany w 1837; śruba zamka była dodatkowo blokowana poziomym klinem. Dział tego systemu używała Szwecja od 1854. W latach 1850. - 1860. Joseph Whitworth i William George Armstrong wprowadzili ulepszone modele; armaty systemu Armstronga były bardzo udane, ale konstrukcja zamka uniemożliwiała użycie silnych ładunków prochowych, ze względu na nieszczelności. W latach 1870. odpowiednie uszczelniacze pozwoliły na konstrukcję większych dział, aż do kolosalnych 100 tonowych armat o kalibrze 450 mm z 1876. Dziś stosuje się na ogół uszczelniacze konstrukcji Charles’a de Bange’a.
Zamki śrubowe zazwyczaj wykorzystują niepełny gwint, który umożliwia odblokowanie zamka częściowym obrotem śruby (np. 1/6 pełnego obrotu). Wczesnym, bardzo wytrzymałym a równocześnie umożliwiającym szybkie przeładowanie był system Alexa Welina, wykorzystujący kilka segmentów o różnych gwintach, szeroko wykorzystywany od 1890. Konstrukcja Welina i użycie odpowiednich uszczelniaczy umożliwiły budowę wielkokalibrowych dział, zwłaszcza okrętowych, które były w użyciu przez cały XX w. Do dziś zamki śrubowe są często wykorzystywane w artylerii wielkokalibrowej (powyżej 155 mm).
W porównaniu do zamków klinowych zamki śrubowe są wolniejsze w przeładowaniu, a także w produkcji (wymagają bardziej precyzyjnej obróbki części); są też mniej bezpieczne dla obsługi (większa możliwość przytrzaśnięcia ręki ładowniczego). Umożliwiają za to użycie amunicji bezłuskowej, ze względu na większą szczelność połączenia. Dzięki bardziej równomiernemu rozkładowi sił w komorze zamkowej możliwa jest jej lżejsza konstrukcja.